# Mercier (motorfiets)
Mercier is een historisch motorfietsmerk.

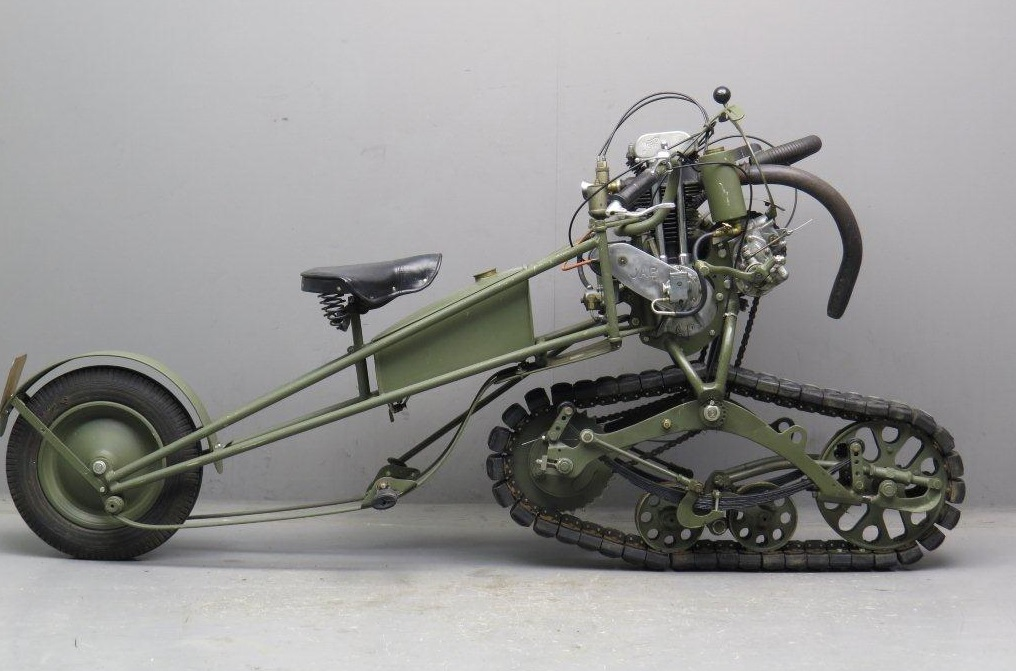
Mercier Moto Chenille militair prototype uit 1937

De bedrijfsnaam was Ets. Mercier, St. Etienne (1950-1962).
De oprichter van het bedrijf, Arien Mercier, kwam oorspronkelijk uit Zwitserland.
Mercier was een Franse fabriek die 49 cc bromfietsen met Lavalette-motoren en 123- tot 173 cc motorfietsen met Ydral-motoren bouwde. Mercier had de gewoonte submerken uit te brengen met namen van beroemde Franse wielrenners. Zo ontstonden ook de merken André Leducq (André Leducq, profrenner van 1927 tot 1938) en Lapébie, genoemd naar Roger Lapébie, winnaar van de Ronde van Frankrijk van 1937. De productie eindigde in 1962.
In 1937 bouwde men een aantal prototypen van een militair voertuig met rupsbandaandrijving, die door Adrien Mercier persoonlijk ontworpen waren in Bois-Colombes. Het Franse leger testte ermee en liet het voertuig hellingen van 42 en 45% beklimmen. Het apparaat werd aangedreven door een voor die tijd tamelijk sterke 350cc JAP-kopklepmotor en had een Soyer-versnellingsbak met drie versnellingen. Het starten gebeurde met een kickstarter die vanaf het zadel bediend kon worden. De motor dreef ook een ventilator voor extra luchtkoeling aan. Deze ventilator zat aan de zijkant van de motor en blies lucht tegen de cilinder via een flexibele metalen slang.